# Dolores Fonzi
Pour les articles homonymes, voir Fonzi.
Dolores María Fonzi Cárrega née le 19 juillet 1979 est une actrice argentine qui s'est fait connaitre grâce à la telenovela Verano del '98 (1998). Elle poursuit sa carrière à la télévision, au théâtre et au cinéma, alternant œuvres grand public et d'auteur.
Elle est la sœur aînée de l'acteur Tomás Fonzi.

## Biographie

### Jeunesse et vie privée
Dolores Fonzi est née le 19 juillet 1978 à Buenos Aires. Après la séparation de ses parents, sa mère, Marìa del Rosario Cárrega, s'installe à Adrogué, sa ville natale où grandissent ses trois enfants, Dolores, Tomàs et Diego.
Dolores Fonzi a été la compagne du réalisateur Luis Ortega (1998-2003) puis du producteur Alvaro Sueiro (2004-2005). On lui a également prêté des relations avec ses partenaires tels Mariano Martínez (La nena), Juan Ponce de León (Verano del 98) et Luciano Castro et avec le musicien Emmanuel Horvilleur.
En 2008, elle entame une relation avec l'acteur mexicain Gael García Bernal dont elle a fait la connaissance lors du tournage de Vies privées en 2001. Le couple a deux enfants, Lázaro (né le 8 janvier 2009 à Madrid) et Libertad (née le 4 avril 2011 à Buenos Aires). Ils se séparent en 2014. 
Depuis 2015, Dolores Fonzi entretient une liaison avec le réalisateur Santiago Mitre qu'elle confirme en publiant une photo surs son compte Instagram. Il lui offre deux rôles, dans Paulina en 2015 et dans El Presidente en 2017.

### Carrière
Elle suit les cours de théâtre de Carlos Gandolfo.

#### Télévision
En 1996, alors qu'elle n'a que 17 ans, elle fait sa première apparition à la télévision dans La nena.
En 1998, Cris Brune la choisit pour le rôle de Clara Vázquez dans Verano del '98 où elle retrouve son frère Tomas, interprète de Benjamín Vázquez. Le succès de la telenovela, et en particulier de son personnage de « méchante », lui apporte la popularité. En 2001, dans El sodero de mi vida sur Canal 13, son interprétation d'une jeune femme handicapée mentale est remarquée. En 2003, elle tient le premier rôle dans la série Disputas et l'année suivante dans Sangre fría aux côtés de Mariano Martinez. En 2006, elle produit et joue dans la mini série Soy tu fan. Par la suite, elle est le personnage principal de El tiempo no para pour Canal 9 et de 2005 al 2008, joue dans trois épisodes de Mujeres asesinas.
Elle revient à la télévision en 2012 avec la production romantique de Telefe, Graduados puis elle fait partie de la distribution du remake de la série israélienne BeTipul, En Terapia, aux côtés de Norma Aleandro, Diego Peretti, Leonardo Sbaraglia et Julieta Cardinali. En 2016, elle joue dans La Leona.

#### Cinéma
Parallèlement aux télénovelas et aux téléfilms grand public, Dolores Fonzi mène une carrière au cinéma, le plus souvent dans des films d'auteur.
C'est pour cela que fin 1999, elle quitte Verano del '98 pour tourner Vies brûlées sous la direction de Marcelo Piñeyro, film qui relate la vie de deux jeunes hommes, amants et vivant de braquages. Le traitement sans fard de l'homosexualité et de la violence amène son interdiction au moins de 18 ans en Argentine et son interdiction totale dans plusieurs pays latino américains. Néanmoins, il obtient le Goya du meilleur film étranger de langue espagnole et permet à Dolores Fonzi d'être nommée au Condor d'argent du meilleur espoir féminin. Toujours en 2000, elle apparaît au générique d'En attendant le messie de Daniel Burman. L'année suivante, elle interprète et participe à la création avec son compagnon, Luis Orega, de Caja negra, film qui décrit de façon minimaliste les difficultés de communication dans une famille dysfonctionnelle.
En 2001, on la voit dans Vidas privadas du musicien Fito Páez puis dans El fondo del mar (2003) avec Daniel Hendler et Gustavo Garzón. Ce drame de la jalousie de Damián Szifrón est projeté et primé dans de nombreux festivals (Mar del Plata, San Sebastian...) et permet à Dolores Fonzi d'être nommée au Condor d'argent de la meilleure actrice dans un rôle secondaire. Dans El aura (2005), elle joue aux côtés de la star latino américaine Ricardo Darín. Ce thriller psychologique néo noir de Fabián Bielinsky fait le tour des festivals et est récompensé à celui de La Havane (prix FIPRESCI, meilleur film), de Cartagène (meilleur réalisateur) et recueille les Condor d'argent du meilleur film, du meilleur réalisateur, du meilleur acteur, de la meilleure photographie.
Suivent La mujer rota (2007) de Sebastián Faena, Salamandra (2008) film expérimental de Pablo Agüero, El club de la muerte (2008) de James Merendino.
Après quelques années loin des caméras, Dolores Fonzi revient avec El campo (2011) de Hernán Belón qui lui permet d'être nommée pour la quatrième fois au Condor de Plata de la meilleure actrice.
L'année 2015 est particulièrement faste pour Dolores Fonzi. Elle est présente dans Paulina de Santiago Mitre qui recueille le Grand prix de la semaine de la critique et le prix FIPRESCI au Festival de Cannes 2015 et pour lequel elle reçoit le prix Sud de la meilleure actrice. Elle retrouve Ricardo Darin dans Truman de Cesc Gay, film espagnol qui traite sur un mode sensible et humoristique les derniers jours d'un homme malade du cancer. Truman recueille de nombreux prix en Espagne et Dolores Fonzi reçoit le prix Gaudí de la meilleure actrice dans un rôle secondaire.

## Filmographie
| Année | Titre                   | Rôle                        | Réalisateur       | Notes                                                                        |
| ----- | ----------------------- | --------------------------- | ----------------- | ---------------------------------------------------------------------------- |
| 2000  | Vies brûlées            | Vivi                        | Marcelo Piñeyro   | Nommée — Condor d'argent                                                     |
| 2000  | En attendant le Messie  | Any                         | Daniel Burman     |                                                                              |
| 2001  | Vidas privadas          | Ana Uranga                  | Fito Páez         |                                                                              |
| 2001  | Caja negra              | Dorotea                     | Luis Ortega       | Nommée — Condor d'argent                                                     |
| 2001  | Gerente en dos ciudades | Carmela, prostituée de luxe | Diego Soffici     |                                                                              |
| 2003  | El fondo del mar        | Ana                         | Damián Szifrón    | Nommée — Condor d'argent                                                     |
| 2005  | El aura                 | Diana Dietrich              | Fabián Bielinsky  |                                                                              |
| 2007  | La mujer rota           | Camila                      | Sebastián Faena   |                                                                              |
| 2008  | Salamandra              | Alba                        | Pablo Agüero      |                                                                              |
| 2008  | El club de la muerte    | Selma                       | James Merendino   |                                                                              |
| 2012  | El campo                | Elisa                       | Hernán Belón      | Prix de la meilleure actrice au Festival de Málaga, Nommée — Condor d'argent |
| 2013  | El critico              | Sofia                       | Hernán Guerschuny |                                                                              |
| 2015  | Paulina                 | Paulina                     | Santiago Mitre    | Nommée — Premio Sur                                                          |
| 2015  | Truman                  | Paula                       | Cesc Gay          | Condor d'argent de la meilleure actrice dans un rôle secondaire              |
| 2017  | El Presidente           | Marina Blanco               | Santiago Mitre    |                                                                              |

### Distinctions
- 2012 Festival du cinéma espagnol de Malaga : prix de la meilleure actrice pour El campo
- 2015 Prix Sud de la meilleure actrice pour Paulina
- 2015 Festival Biarritz Amérique latine : prix de la meilleure actrice pour Paulina
- 2015 Prix Gaudí de la meilleure actrice dans un rôle secondaire pour Truman
- 2015 Condor d'argent de la meilleure actrice dans un rôle secondaire pour Truman
- 2016 Prix Platino de la meilleure actrice latino-américaine